# Unión de San Antonio (kommun)
Unión de San Antonio är en kommun i Mexiko.   Den ligger i delstaten Jalisco, i den centrala delen av landet, 400 km nordväst om huvudstaden Mexico City.
Följande samhällen finns i Unión de San Antonio:
- Unión de San Antonio
- San José del Caliche
- Pedrito Estación
- San José de las Palmas
- La Noria
- Loma de Sotelos
- San José de Gordoa
- Loma del Aire
- San Ignacio
- La Trinidad
- Churintzio
- El Lobo
- Los Cuartos
- El Salto de San Antonio
- Primavera
- El Jaral